# Coppa Italia Dilettanti 1966-1967
La Coppa Italia Dilettanti 1966-1967 è stata la 1ª edizione di questa competizione calcistica italiana. È stata disputata con la formula dell'eliminazione diretta ed è stata vinta dal Impruneta.
La competizione era riservata alle migliori squadre militanti nel primo livello regionale. Il primo turno veniva disputato a livello regionale, poi si passava a livello interregionale. Le semifinali e le finali si disputavano in campo neutro.
L'edizione, come detto sopra, è stata vinta dall'Impruneta, che superò in finale l'Angri; le altre semifinaliste furono Pro Vasto e Seregno.

## Partecipanti
Le 256 partecipanti vengono così ripartite fra i vari comitati regionali:
| Numero squadre | Comitati regionali    | Comitati regionali    | Comitati regionali | Comitati regionali | Comitati regionali | Comitati regionali | Comitati regionali  | Comitati regionali  | Comitati regionali  | Comitati regionali  | Comitati regionali  | Comitati regionali  |
| -------------- | --------------------- | --------------------- | ------------------ | ------------------ | ------------------ | ------------------ | ------------------- | ------------------- | ------------------- | ------------------- | ------------------- | ------------------- |
| 32             | Lombardia             | Lombardia             | Lombardia          | Lombardia          | Lombardia          | Lombardia          | Lombardia           | Lombardia           | Lombardia           | Lombardia           | Lombardia           | Lombardia           |
| 20             | Campania              | Campania              | Campania           | Campania           | Toscana            | Toscana            | Toscana             | Toscana             | Veneto              | Veneto              | Veneto              | Veneto              |
| 18             | Emilia-Romagna        | Emilia-Romagna        | Emilia-Romagna     | Emilia-Romagna     | Emilia-Romagna     | Emilia-Romagna     | Emilia-Romagna      | Emilia-Romagna      | Emilia-Romagna      | Emilia-Romagna      | Emilia-Romagna      | Emilia-Romagna      |
| 14             | Friuli-Venezia Giulia | Friuli-Venezia Giulia | Lazio              | Lazio              | Liguria            | Liguria            | Piemonte            | Piemonte            | Puglia              | Puglia              | Sicilia             | Sicilia             |
| 12             | Abruzzo               | Abruzzo               | Abruzzo            | Calabria           | Calabria           | Calabria           | Marche              | Marche              | Marche              | Sardegna            | Sardegna            | Sardegna            |
| 6              | Umbria                | Umbria                | Umbria             | Umbria             | Umbria             | Umbria             | Umbria              | Umbria              | Umbria              | Umbria              | Umbria              | Umbria              |
| 4              | Basilicata            | Basilicata            | Basilicata         | Basilicata         | Basilicata         | Basilicata         | Trentino-Alto Adige | Trentino-Alto Adige | Trentino-Alto Adige | Trentino-Alto Adige | Trentino-Alto Adige | Trentino-Alto Adige |

### Formula
La neonata competizione prevedeva, nella sua edizione d'esordio, uno snello tabellone con fasi a eliminazione diretta, cui prendevano parte le 256 società ammesse. Queste, passando per otto turni di gare, «il primo a carattere regionale ad andata e ritorno, gli altri con gara semplice», andavano via via a scremare fino alle quattro semifinaliste, le quali a questo punto davano vita a un final four a Roma che andava ad assegnare «il massimo riconoscimento nazionale in campo dilettantistico».

## Primo turno
- Partite andata-ritorno senza regola dei gol in trasferta. Se persiste la parità: 5 tiri di rigore per parte e poi sorteggio.

### Friuli-Venezia Giulia
```
14 squadre.
Non ammesse: Cordenonese, Pro Osoppo, Pro Tolmezzo, SAICI Torviscosa, Sacilese, Tarcentina, Terzo e Tisana (dal girone A), Arsenale, Fortitudo, Gonars, Marianese, Mortegliano, Mossa, Muggesana, Palmanova, Ricreatorio e Trivignano (dal girone B).
```

| Squadra 1      | Totale                 | Squadra 2            | Andata     | Ritorno    |
| -------------- | ---------------------- | -------------------- | ---------- | ---------- |
| PRIMO TURNO    | PRIMO TURNO            | PRIMO TURNO          | 04.09.1966 | 11.09.1966 |
| Gemonese       | 3 – 3 (3-3 dtr), sort. | Sangiorgina          | 1 – 2      | 2 – 1      |
| Brugnera       | 1 – 2                  | US Palazzolo         | 1 – 0      | 0 – 2      |
| Codroipo       | 3 – 4                  | Aquileia             | 1 – 1      | 2 – 3      |
| Pro Gorizia    | 2 – 2 (5-3 dtr)        | Ponziana             | 1 – 1      | 1 – 1      |
| Cividalese     | 4 – 4 (5-6 dtr)        | Cremcaffè Trieste    | 1 – 1      | 3 – 3      |
| Manzanese      | 0 – 0 (4-2 dtr)        | Pieris               | 0 – 0      | 0 – 0      |
| Pro Cervignano | 5 – 2                  | San Giovanni Trieste | 4 – 1      | 1 – 1      |

### Toscana
| Squadra 1   | Totale      | Squadra 2   | Andata     | Ritorno    |
| ----------- | ----------- | ----------- | ---------- | ---------- |
| PRIMO TURNO | PRIMO TURNO | PRIMO TURNO | 04.09.1966 | 11.09.1966 |
| Impruneta   | 4 – 2       | San Miniato | 2 – 0      | 2 – 2      |

### Umbria
```
6 squadre
Ammesse: 
Angelana
, 
Bastia
, 
Juventina
, 
Nestor
, 
Pontevecchio
 e 
Todi
.
```

| Squadra 1    | Totale      | Squadra 2   | Andata     | Ritorno    |
| ------------ | ----------- | ----------- | ---------- | ---------- |
| PRIMO TURNO  | PRIMO TURNO | PRIMO TURNO | 04.09.1966 | 11.09.1966 |
| Pontevecchio | 2 – 3       | Juventina   | 1 – 1      | 1 – 2      |
| Todi         | 4 – 2       | Nestor      | 0 – 0      | 4 – 2      |
| Angelana     | 2 – 0       | Bastia      | 2 – 0      | 0 – 0      |

### Campania
| Squadra 1   | Totale      | Squadra 2   | Andata     | Ritorno    |
| ----------- | ----------- | ----------- | ---------- | ---------- |
| PRIMO TURNO | PRIMO TURNO | PRIMO TURNO | 04.09.1966 | 11.09.1966 |
| Angri       | 6 – 2       | Casoria     | 4 – 1      | 2 – 1      |

### Puglia e Basilicata
| Squadra 1                | Totale             | Squadra 2         | Andata     | Ritorno    |
| ------------------------ | ------------------ | ----------------- | ---------- | ---------- |
| PRIMO TURNO              | PRIMO TURNO        | PRIMO TURNO       | 04.09.1966 | 11.09.1966 |
| Grottaglie               | 2 – 2 (dtr), sort. | Orta Nova         | 1 – 1      | 1 – 1      |
| Manduria                 | 1 – 2              | Audace Cerignola  | 1 – 1      | 0 – 1      |
| Giovinazzo               | 3 – 4              | Poggiardo         | 2 – 1      | 1 – 3      |
| Noci                     | 2 – 4              | Manfredonia       | 1 – 1      | 1 – 3      |
| San Giorgio Jonico       | 1 – 4              | Fidelis Andria    | 1 – 1      | 0 – 3      |
| San Pietro Vernotico     | 1 – 4              | Molfetta          | 1 – 3      | 0 – 1      |
| Galatone                 | 2 – 11             | Acquaviva         | 2 – 5      | 0 – 6      |
| Policoro                 | 2 – 4              | Libertas Scanzano | 2 – 1      | 0 – 3      |
| Libertas Invicta Potenza | 1 – 5              | Vultur Rionero    | 0 – 0      | 1 – 5      |

## Secondo turno
- Partita unica in caso della squadra prima sorteggiata. Se persiste la parità: tempi supplementari, 5 tiri di rigore per parte e poi sorteggio.

| Squadra 1               | Risultato       | Squadra 2               |
| ----------------------- | --------------- | ----------------------- |
| 18.09.1966              |                 |                         |
| (VEN) San Stino         | 1 – 2           | Cremcaffè Trieste (FVG) |
| (VEN) Pro Mogliano      | 1 – 0           | Pro Gorizia (FVG)       |
| (FVG) Aquileia          | 2 – 1           | Caorle (VEN)            |
| (FVG) Manzanese         | 1 – 1 (6-4 dtr) | Clodia (VEN)            |
| (VEN) Bassano           | 1 – 3           | Pro Cervignano (FVG)    |
| (FVG) Sangiorgina       | 0 – 2           | Dolo (VEN)              |
| (VEN) Montebelluna      | 2 – 1           | US Palazzolo (FVG)      |
| (TOS) Impruneta         | 3 – 0           | Todi (UMB)              |
| (UMB) Angelana          | 3 – 1           | Frascati (LAZ)          |
| (UMB) Juventina         | 0 – 3           | STEFER Roma (LAZ)       |
| (CAM) Angri             | 4 – 2           | Audace Cerignola (PUG)  |
| (CAM) Trebisacce        | 1 – 2           | Grottaglie (PUG)        |
| (BAS) Libertas Scanzano | 0 – 3           | Poggiardo (PUG)         |
| (CAM) Acerrana          | 1 – 3           | Manfredonia (PUG)       |
| (PUG) Molfetta          | 4 – 1           | Maddalonese (CAM)       |
| (PUG) Acquaviva         | 1 – 0           | Silana (CAL)            |
| (PUG) Fidelis Andria    | 1 – 0           | Paganese (CAM)          |
| (CAM) Turris            | 8 – 0           | Vultur Rionero (BAS)    |

## Trentaduesimi di finale
- Partita unica in caso della squadra prima sorteggiata. Se persiste la parità: tempi supplementari, 5 tiri di rigore per parte e poi sorteggio.

| Squadra 1               | Risultato              | Squadra 2            |
| ----------------------- | ---------------------- | -------------------- |
| 04.11.1966              |                        |                      |
| (VEN) Virtus Bassano    | 1 – 2                  | Manzanese (FVG)      |
| (FVG) Pro Cervignano    | 1 – 2 (dts)            | Montebelluna (VEN)   |
| (FVG) Cremcaffè Trieste | 1 – 0                  | Pro Mogliano (VEN)   |
| (VEN) Dolo              | 2 – 3                  | Aquileia (FVG)       |
| (UMB) Angelana          | 1 – 1 (5-5 dtr), sort. | Serenissima (E.R)    |
| (MAR) Acqualagna        | 0 – 1 (dts)            | Impruneta (TOS)      |
| (SIC) Lipari            | 1 – 2                  | Angri (CAM)          |
| (PUG) Manfredonia       | 4 – 1                  | Rosetana (ABR)       |
| (PUG) Poggiardo         | 2 – 1                  | Nissa (SIC)          |
| (PUG) Grottaglie        | 2 – 0                  | Portici (CAM)        |
| (PUG) Molfetta          | 2 – 1                  | Pennese (ABR)        |
| (ABR) Pro Lanciano      | 2 – 3                  | Fidelis Andria (PUG) |
| (CAM) Pozzuoli          | 1 – 0                  | Acquaviva (PUG)      |

## Sedicesimi di finale
- Partita unica in caso della squadra prima sorteggiata. Se persiste la parità: tempi supplementari, 5 tiri di rigore per parte e poi sorteggio.

| Squadra 1            | Risultato   | Squadra 2               |
| -------------------- | ----------- | ----------------------- |
| 08.12.1966           |             |                         |
| (LOM) Chiari         | 1 – 0       | Cremcaffè Trieste (FVG) |
| (FVG) Aquileia       | 0 – 1       | Romanese (LOM)          |
| (FVG) Manzanese      | 1 – 0       | Caratese (LOM)          |
| (TOS) Impruneta      | 1 – 0       | Angelana (UMB)          |
| (CAM) Angri          | 1 – 0       | Poggiardo (PUG)         |
| (PUG) Fidelis Andria | 0 – 1       | Pro Vasto (ABR)         |
| (LAZ) Sezze          | 2 – 0       | Molfetta (PUG)          |
| (LAZ) ALMAS          | 1 – 3 (dts) | Manfredonia (PUG)       |

## Ottavi di finale
- Partita unica in caso della squadra prima sorteggiata. Se persiste la parità: tempi supplementari, 5 tiri di rigore per parte e poi sorteggio.

| Squadra 1         | Risultato         | Squadra 2        |
| ----------------- | ----------------- | ---------------- |
| 04.05.1967        |                   |                  |
| (LOM) Seregno     | 2 – 0             | Manzanese (FVG)  |
| (LOM) Leffe       | 2 – 2 (dts) sort. | Impruneta (TOS)  |
| (LAZ) Sezze       | 0 – 2             | Angri (CAM)      |
| (PUG) Manfredonia | 2 – 0             | Castellana (E.R) |
| (CAL) Bagnarese   | 1 – 2             | Grottaglie (PUG) |

## Quarti di finale
- Partita unica in caso della squadra prima sorteggiata. Se persiste la parità: tempi supplementari, 5 tiri di rigore per parte e poi sorteggio.

| Squadra 1       | Risultato         | Squadra 2           |
| --------------- | ----------------- | ------------------- |
| (TOS) Impruneta | 1 – 0             | Manfredonia (PUG)   |
| (CAM) Angri     | 2 – 2 (dts) sort. | Romanese (LOM)      |
| (LOM) Seregno   | ?                 | Castelfidardo (MAR) |
| (ABR) Pro Vasto | 5 - 2 (dts) sort. | Grottaglie (PUG)    |

## Final four
Disputate allo Stadio Flaminio di Roma.

### Semifinali
| Squadra 1       | Risultato | Squadra 2       |
| --------------- | --------- | --------------- |
| (TOS) Impruneta | 1 – 0     | Pro Vasto (ABR) |
| (CAM) Angri     | 2 – 0     | Seregno (LOM)   |

### Finale
| Arbitro: | Ciulli (Roma) |

|                                                                                     |            |                                                                                                 |
| Gracia 10’                                                                          | Marcatori  |                                                                                                 |
| Cei Corsi Marchetti Mangiarelli Rimbaldo Cipriani Naviragni Corti Gracia Tosi Romei | Formazioni | Adelini Lucchisani Gallo Gaudino Loffredo Cosentino Del Duca D'Auria Jammarino Carbone Scarpato |
| Rosetta                                                                             | Allenatori | Di Benedetto                                                                                    |